# Висока (Староґардський повіт)
Висока (пол. Wysoka, нім. Wiesenwald) — село в Польщі, у гміні Бобово Староґардського повіту Поморського воєводства.
Населення — 491 особа (2011).
У 1975-1998 роках село належало до Гданського воєводства.

## Демографія
Демографічна структура станом на 31 березня 2011 року:
|          | Загалом | Допрацездатний вік | Працездатний вік | Постпрацездатний вік |
| -------- | ------- | ------------------ | ---------------- | -------------------- |
| Чоловіки | 259     | 66                 | 181              | 12                   |
| Жінки    | 232     | 50                 | 149              | 33                   |
| Разом    | 491     | 116                | 330              | 45                   |